# Carmina Burana

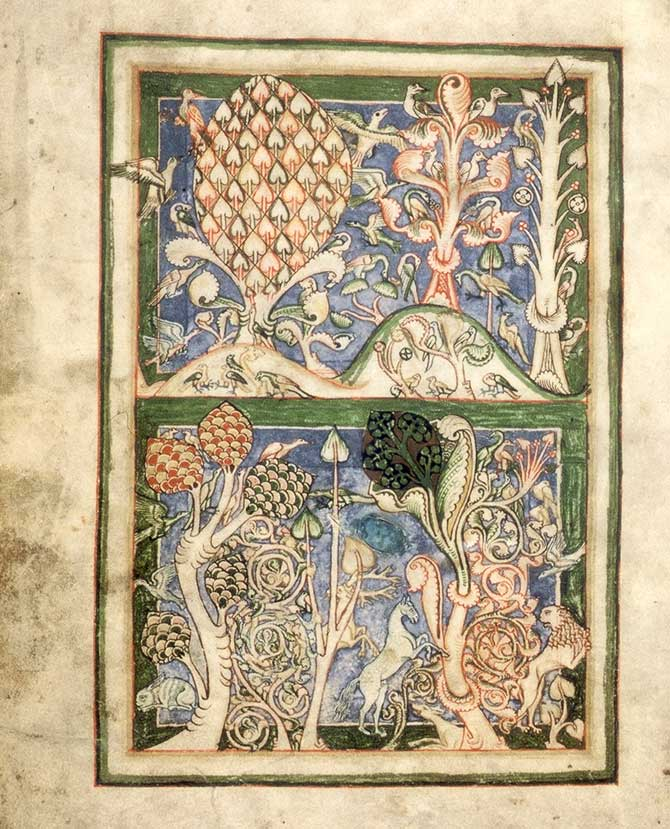
Titulní list rukopisu Carmina burana, souboru básní z 11. – 13. století

Carmina Burana je soubor 254 středověkých náboženských, satirických, moralistických, milostných, pijáckých
aj. básní a písní, pocházející z 11. až 13. století, sepsaný kolem roku 1230. Básně jsou známy z rukopisu nalezeného v benediktinském klášteře v Benediktbeuern, v malé vesnici, ležící na úpatí bavorských Alp. Rukopis je nyní uložen ve Státní bavorské knihovně.

## Název
Latinský název Carmina Burana vytvořil Johann Andreas Schmeller, německý lingvista, v roce 1847. Odkazuje na hornoněmecké Bur (připomínající německý název Bavorska: Bayern). Carmina Burana tedy znamená spíše než „buranské písně“ „písně z Bavorska“.

## Jazyky
Největší počet z asi dvou set básní je psán ve středověké latině, další jsou v tzv. horní němčině, či dialektech francouzštiny. Zajímavé je, že některé z nich jsou v tzv. makarónštině, což je kombinace několika jazyků v jednom textu (zde latina a horní němčina nebo francouzština).
Básně nejsou psané v klasických latinských metrech hexametru či pentametru, většinou je použit nepravidelný rytmus, ale verše se obvykle rýmují obkročným či střídavým rýmem.

## Části rukopisu
Rukopis je rozdělen do šesti části:
- Carmina ecclesiastica (náboženská témata)
- Carmina moralia et satirica (satirické a moralistické písně)
- Carmina amatoria (milostné písně a písně oslavující jaro)
- Carmina potoria (pijácké písně)
- Ludi (náboženské hry)
- Supplementum (doplňky - obsahují např. jiné varianty starších písní)

## Ukázky

### Veris laeta facies
mundo propinquatur.

Hiemalis acies

victa iam fugatur.

in vestitu vario

Flora principatur,

nemorum dulcisono

quae cantu celebratur.

Florae fusus gremio

Phoebus novo more

risum dat, hoc vario

iam stipatae flore.

Zephyrus nectareo

spirans it odore.

certatim pro bravio

curramus in amore.

Cytharizat cantico

dulcis Philomena.

flore rident vario

prata iam serena.

salit coetus avium

silvae per amoena.

chorus promit virginum

iam gaudia millena.

Přibližný český překlad
Příjemná tvář jara se přibližuje světu, již prchá přemožené vojsko zimy, Flora (Květena) v rozličném šatě dostává přednost, libé zvuky z hájů ji sladkým zvukem oslavují.
Foibos (bůh slunce) rozložený v trávě se znovu směje, obklopen již tak rozmanitými květy. Zefyros (mírný vánek) přichází vydechujíc vůni nektaru. V závodu lásky o překot utíkáme.
Sladká Filomena zpívá za doprovodu citery, louky jsou již světlé a smějí se různými květy, shromáždění ptáků poskakuje po příjemných místech v lese. Rej dívek již ukazuje tisíce radostí.

### O Fortuna
O Fortuna,

velut Luna

statu variabilis,

semper crescis

aut decrescis

vita detestabilis
Nunc obdurat

et tunc curat

ludo mentis aciem,

egestatem,

potestatem,

dissolvit ut glaciem.
Sors immanis

et inanis,

rota tu volubilis,

status malus,

vana salus

semper dissolubilis
Obumbrata

et velata

mihi quoque niteris

nunc per ludum

dorsum nudum

fero tui sceleris.
Sors salutis

et virtutis

mihi nunc contraria

est affectus

et defectus

semper in angaria.
Hac in hora

sine mora

cordae pulsum tangite!

Guod per sortem

sternit fortem,

mecum omnes plangite!
Přibližný český překlad
Ó štěstěno, jak luna v neustálé změně vždy ubýváš a dorůstáš; nenávistný život je tu krutý, tu rozmazluje naše city ve víru této hry; bída či moc v tobě tají jako led.
Surový a prázdný osude, ty jsi tím otáčejícím kolem, tvé stanovisko je nejisté; přízní tvou jest ležet ladem a ve vhodné chvíli zmizet, zahalen do stínů a zastřen snášíš i mne; teď jsou má bedra obnažena na odiv tvé podlosti.
Není mi dáno doufat v zkvět a ctnost, ať již vědomě či ve skrytu duše; člověk je vždy vystaven osivům štěstěny. V této hodině bez odkladu taháš za nitky, neb skrze štěstí demotivuješ statečné. Připojte se k mému truchlení.

## Zhudebnění textu
Text byl mnohokrát zhudebněn, nejznámější je bezesporu od Carla Orffa z roku 1937, který použil 24 básní. 

K nejnovějším zhudebněním (2005) patří popová kantáta Carmina Burana 2: O lidské duši od českého skladatele Zdeňka Krále.